# Церква об'єднання
Церква Об'єднання, повна офіційна назва Асоціація святого духу за об'єднання світового християнства — це новий релігійний рух, заснований Мун Сон Мьоном у 1954 році в Сеулі, Південна Корея. Послідовників цього руху іноді називають "муністами".
Згідно з класифікацією релігієзнавців, Церква Об'єднання належить до синкретичних релігій, оскільки її віровчення поєднує в собі елементи християнства та східних релігійних практик. Основою теології руху є книга "Виклад Божого Принципу". Цей текст пропонує нове тлумачення Біблії і вважається послідовниками священним писанням, яке доповнює Старий і Новий Заповіти.
Центральною ідеєю вчення є переконання, що перша місія Ісуса Христа завершилася лише духовним спасінням людства. Для досягнення повного, як духовного, так і фізичного, спасіння та відновлення "Царства Божого на Землі" необхідне Друге пришестя Месії. Церква Об'єднання проголошує таким месією свого засновника, Мун Сон Мьона.
Через ці та інші розбіжності з догматами традиційних християнських конфесій, зокрема унікальну христологію та розгляд "Божого Принципу" нарівні з Біблією, багато релігійних експертів та теологів відносять Церкву Об'єднання до категорії псевдохристиянських релігійних організацій. Сам рух позиціонує себе як такий, що покликаний об'єднати всі християнські деномінації та релігії світу.

## Історія
Ранній період (1945–1954)
Після закінчення Другої світової війни, у 1945 році, Мун Сон Мьон почав проповідувати своє вчення, яке він називав "Божим Принципом". За його словами, він отримав одкровення від Ісуса Христа у віці 15 років. Його перші спроби донести свої ідеї до існуючих християнських церков у Кореї не мали успіху і були відкинуті.
У 1946 році в Пхеньяні (на той час під контролем радянської влади) Мун зібрав першу групу послідовників. Його діяльність і неортодоксальні погляди призвели до конфлікту з комуністичним режимом. У 1948 році його заарештували та ув'язнили у трудовому таборі в Хиннамі за звинуваченням у шпигунстві на користь Південної Кореї та соціальному безладі. Мун пробув у таборі майже три роки.
Він був звільнений у 1950 році військами ООН під час Корейської війни. Після цього він переїхав на південь, спочатку в Пусан, а згодом до Сеула. 1 травня 1954 року в Сеулі Мун Сон Мьон разом із невеликою групою перших учнів офіційно заснував Асоціацію святого духу за об'єднання світового християнства (HSA-UWC), яка пізніше стала відомою як Церква Об'єднання.
Міжнародна експансія (1950-ті – 1970-ті)
Майже одразу рух почав свою місіонерську діяльність за межами Кореї. У 1958 році перші місіонери були відправлені до Японії, а в 1959 році — до Сполучених Штатів.
Важливою подією в історії церкви стало одруження Мун Сон Мьона з Хан Хак Джа в 1960 році. Цей шлюб отримав теологічне значення: послідовники руху почали називати пару "Істинними Батьками" людства, вважаючи їх взірцем для створення ідеальної сім'ї, яку, за вченням церкви, не змогли створити Адам і Єва. З цього моменту почалася практика масових весільних церемоній, або "Церемоній Благословення", які стали однією з найвідоміших рис руху.
У 1971 році Мун переніс центр своєї діяльності до США, що дало значний поштовх до глобального поширення. У 1974 році в штаті Нью-Йорк було засновано Теологічну семінарію об'єднання (UTS) для підготовки лідерів руху. 1975 року церква направила місіонерів до 120 країн. Цей період також був відзначений зростанням суспільної критики та звинувачень на адресу руху, зокрема у використанні технік контролю свідомості для вербування та утримання членів.
Соціальна та політична діяльність (1970-ті – 1990-ті)
Паралельно з релігійною діяльністю, Мун Сон Мьон розгорнув активну соціальну та політичну роботу. Рух мав виражену антикомуністичну спрямованість, що ґрунтувалася на атеїстичній природі комуністичної ідеології. Для просування своїх поглядів та впливу на громадську думку, у 1982 році Мун заснував у Вашингтоні щоденну газету "The Washington Times", відому своєю консервативною редакційною політикою.
Церква також інвестувала у створення освітніх закладів. У 1989 році в Кореї був відкритий Університет Сонмун.
Після розпаду "соціалістичного табору", у 1990 році відбулася знакова зустріч Мун Сон Мьона з президентом СРСР Михайлом Горбачовим у Москві. Ця подія відкрила шлях для офіційної діяльності Церкви Об'єднання на території колишнього Радянського Союзу.
Реструктуризація та пізні роки (1990-ті – 2012)
У 1990-х роках Мун почав змінювати публічний імідж руху, зміщуючи акцент з релігійної організації на глобальний миротворчий рух, зосереджений на цінностях сім'ї. У 1996 році він оголосив про завершення епохи Асоціації святого духу і заснував Федерацію сімей за мир у всьому світі та об'єднання (FFWPU). Церемонії Благословення стали ще масовішими й часто проводилися на великих стадіонах, залучаючи пари з різних країн та релігій.
Для просування ідеї міжрелігійного діалогу та миру, у 2005 році була створена Федерація всесвітнього миру (UPF), неурядова організація з генеральним консультативним статусом при Економічній і Соціальній Раді ООН.
Сучасний етап (після 2012 року)
Після смерті Мун Сон Мьона у 2012 році, лідерство в русі перейшло до його дружини, Хан Хак Джа. Вона продовжує керувати організацією, приділяючи значну увагу вихованню другого та третього покоління членів церкви та проведенню міжнародних заходів.
Церква Об'єднання та пов'язані з нею організації офіційно зареєстровані в багатьох країнах світу, включаючи США, Японію, Німеччину, Велику Британію, Естонію, Литву, Україну, Молдову, Казахстан та інші. Оцінки кількості послідовників у світі значно різняться. Хоча сама організація заявляє про мільйони членів, незалежні дослідники та критики наводять значно скромніші цифри, які зазвичай коливаються від кількох сотень тисяч до мільйона осіб у всьому світі, з найбільшими громадами в Південній Кореї та Японії.

## Основне вчення
Основою віровчення Церкви Об'єднання є книга «Виклад Божого Принципу» (Уоллі каннон). Ця книга, разом зі збірками промов Мун Сон Мьона, має статус Святого Письма для послідовників руху і розглядається як ключ до нового розуміння Біблії.
Створення та статус "Божого Принципу"
Згідно з офіційною історією руху, початковий рукописний текст, «Уоллі вонбон» (1952), був написаний Мун Сон Мьоном як результат отриманих ним одкровень. Цей текст був доопрацьований і систематизований першим президентом церкви Ю Хьо Воном, який додав ілюстрації з історії, науки та цитати з Біблії для пояснення концепцій переважно християнській аудиторії. Після ретельного редагування самим Муном, фінальна версія під назвою «Уоллі каннон» («Виклад Божого Принципу») була опублікована в 1966 році і відтоді є основним теологічним посібником руху.

## Ключові положення теології
Теологія Церкви Об'єднання значно відрізняється від догматів традиційного християнства, пропонуючи власне трактування Бога, гріхопадіння, місії Ісуса та есхатології.
1. Бог та ідеал творення (Три Благословення)
Бог розглядається як Батько людства, який має як чоловічі, так і жіночі риси. Його головною метою було створення Царства Небесного на Землі через втілення Трьох Благословень, що базуються на книзі Буття (1:28):
- Перше Благословення: Досягнення особистісної досконалості через єдність душі та тіла з центром у Бозі.
- Друге Благословення: Створення ідеальної сім'ї. Адам і Єва, досягши досконалості, мали створити сім'ю, стати "Істинними Батьками" для всього людства і народити безгрішних дітей.
- Третє Благословення: Встановлення гармонійного володарювання над світом творіння, заснованого на любові.

2. Гріхопадіння та його наслідки
Центральним для теології є унікальне трактування гріхопадіння. На відміну від традиційного християнства, первородний гріх трактується не як непослух (поїдання плоду), а як недозволені сексуальні стосунки, що відбулися у два етапи:
- Духовне гріхопадіння: Сексуальний зв'язок між архангелом Люцифером та Євою.[9]
- Фізичне гріхопадіння: Передчасний сексуальний зв'язок між Євою та Адамом, що відбувся поза волею Бога.

Це, за вченням церкви, призвело до того, що людство успадкувало не Божий, а "сатанинський родовід", і втратило здатність виконати Три Благословення.
3. Місія Ісуса та її часткове виконання
Процес повернення людства до Бога називається провидінням відновлення. Ісус Христос, згідно з "Принципом", був Месією, народженим без первородного гріха, і мав на меті відновити людство. Його завданням було знайти наречену, створити першу ідеальну сім'ю ("Істинних Батьків") і дати початок новому, безгрішному родоводу.
Однак, згідно з цим вченням, місія Ісуса була виконана лише частково. Через невіру єврейського народу він був розіп'ятий, що не входило у первісний Божий план. Таким чином, він здійснив лише духовне спасіння людства, але не фізичне. Його розп'яття зробило неможливим створення ідеальної сім'ї на землі.
4. Друге пришестя та місія Істинних Батьків
Оскільки місія Ісуса залишилася незавершеною, теологія Об'єднання наголошує на необхідності Другого пришестя. Месія має прийти знову у фізичному тілі, народитися на землі (згідно з пророцтвами, в Кореї), знайти наречену (Істинну Матір), створити ідеальну сім'ю і стати Істинними Батьками людства. Лише вони можуть здійснити як духовне, так і фізичне спасіння, звільнивши людей від первородного гріха через Церемонію Благословення (шлюбу).
Церква Об'єднання проголошує, що цією місією були наділені Мун Сон Мьон та його дружина Хан Хак Джа.
5. Трійця
Трактування Трійці також відрізняється від нікейського символу віри. Після розп'яття, за вченням церкви, духовну Трійцю утворили Бог (Батько), Ісус (як духовний Істинний Батько) та Святий Дух (представлений як жіноча божественна сутність, духовна Істинна Мати). Повна, субстанційна Трійця на землі мала бути створена Месією Другого пришестя та його нареченою в єдності з Богом.

## Мета діяльності
Згідно з деклараціями руху, головною метою Церкви Об'єднання є встановлення Царства Небесного на Землі. Це поняття інтерпретується як побудова ідеального світу, вільного від гріха та страждань, шляхом об'єднання людства в єдину глобальну сім'ю під проводом Бога та за зразком "Істинних Батьків".
Для досягнення цієї мети рух визначає три ключові напрямки діяльності:
1. Відновлення ідеалу сім'ї. Основою ідеального суспільства вважається "богоцентрична" сім'я. Рух наголошує на святості шлюбу, який укладається через власні обряди (церемонії Благословення), як на фундаменті для виховання дітей у моральній чистоті та створення здорового соціуму.
2. Подолання бар'єрів між націями та расами. Церква Об'єднання проголошує ідею створення "єдиної людської сім'ї", де національні, расові та релігійні відмінності мають бути подолані. Інструментом для такого об'єднання вважається прийняття спільного вчення та практика "істинної любові" за прикладом засновника.[16]
3. Створення суспільства, що служить загальному благу. Кінцевою метою є організація суспільного життя, економіки та політики на основі теологічних принципів руху. Це включає активну участь у розв'язанні соціальних проблем, сприяння міжрелігійному діалогу та поширення свого вчення як інструменту для подолання "духовного та фізичного невігластва" людства.

Таким чином, уся діяльність організації, від місіонерства та масових весіль до створення освітніх, медійних та комерційних структур, розглядається її послідовниками як частина єдиного процесу "відновлення" світу до його первісного, задуманого Богом стану.

## Оцінки та критика
Діяльність Церкви Об'єднання з моменту її заснування викликала полярні оцінки — від різкої критики та звинувачень у сектантстві до позитивних відгуків про її гуманітарні та міжрелігійні ініціативи.

#### Критика
Церква Об'єднання класифікується як секта або деструктивний культ низкою релігійних діячів, дослідників та державних інституцій. Серед основних критиків:
- Олександр Дворкін, голова Експертної ради з проведення державної релігієзнавчої експертизи при Міністерстві юстиції РФ та представник антикультового руху в російському православ'ї, послідовно характеризує організацію як "тоталітарну секту".[18]
- Подібні оцінки давали кандидат історичних наук Л. Семенова[19], комісія Національної Асамблеї Франції у своїй доповіді про культи (1995)[20], а також окремі російські дослідники, такі як доктор політологічних наук К. Малікова[21][22], професор Ф. В. Кондрат'єв та кандидат філософських наук Є. М. Волков[23][24], які вказували на ознаки деструктивності та соціального впливу.

Основні претензії критиків зазвичай стосуються таких аспектів:
- Богословські розбіжності: Проголошення Мун Сон Мьона Месією Другого пришестя та використання "Божого Принципу" нарівні з Біблією розглядається традиційними християнськими конфесіями як єресь.
- Ізоляція адептів: Звинувачення в тому, що рух заохочує розрив соціальних зв'язків нових членів з їхніми родинами та попереднім оточенням.
- Фінансова непрозорість: Критики вказують на складну структуру пов'язаних з церквою комерційних підприємств та фондів, вимагаючи більшої прозорості у фінансових питаннях.

#### Позитивні відгуки та співпраця
З іншого боку, низка громадських та політичних діячів позитивно оцінювали окремі аспекти діяльності Церкви Об'єднання та пов'язаних з нею організацій, зокрема Федерації всесвітнього миру (UPF). Ця організація, заснована Мун Сон Мьоном у 2005 році, проводить міжнародні конференції, присвячені темам миру, безпеки та розвитку.
У заходах UPF брали участь відомі політичні лідери, включно з колишніми президентами США Дональдом Трампом та Бараком Обамою, колишнім прем'єр-міністром Японії Сіндзо Абе, екс-президентом Єврокомісії Жозе Мануелем Баррозу та іншими. У своїх виступах вони часто підтримували гуманістичні та миротворчі цілі, заявлені організаторами. Наприклад, колишній Генеральний секретар ООН Пан Гі Мун у своєму виступі на саміті UPF у 2020 році зазначив: "Я аплодую докторці Хан Хак Джа Мун за її мудре лідерство та Федерації всесвітнього миру за її невтомну працю".
Ця співпраця свідчить про те, що, попри критику, діяльність афілійованих з Церквою Об'єднання структур знаходить підтримку серед частини світового політичного істеблішменту, який вбачає в них платформу для міжнародного діалогу.